# Богатырёк
Богатырёк — скала на левом берегу реки Каменки в черте города Каменска-Уральского Свердловской области России.
В 2001 году Постановлением Правительства Свердловской области от 17 января 2001 года № 41-ПП гора Богатырёк была объявлена геологическим и ботаническим памятником природы. Этим же правовым актом охрана территории объекта возложена на Свердловское лесничество. Площадь особо охраняемой природной территории составляет 5 га.

## Описание
Скала-останец, фрагмент горного массива, оставшийся после разрушения неустойчивых пород. Несколько вершин-зубцов высотой до 7 метров веерообразно спускаются по склону речной долины. Эти скалы представляют собой восточное крыло складки, купол которой был давно смыт. Среди причин обвалов называют выветривание и вымывание. Об этом свидетельствуют оставшиеся известняковые обнажения с небольшими карстовыми промоинами и гротами. По приблизительным подсчётам возраст порядка 250 млн лет. Относится к эпохе карбона.
Флора
Место произрастания скально-горностепной флоры. На данной территории выявлен ряд литофитных эндемичных и субэндемичных уральских видов: Cotoneaster melanocarpa, Pulsatilla uralensis (включён в Красную книгу Свердловской области) и Thymus punctulosus.

## Состояние памятника
Территория памятника природы захламлена, а скальная растительность сильно угнетена. Для сохранения памятника природы необходимо контролировать рекреационные нагрузки, а также поддерживать санитарное состояние территории.

## Горнолыжный комплекс
В декабре 2020 года на соседнем склоне открыт одноимённый горнолыжный комплекс на один бугельный подъёмник. Действуют три лыжных трассы и сноуборд парк